# Lederer & Nessényi

Fabrik von Lederer & Nessényi in Floridsdorf (um 1898)

Lederer & Nessényi war eine Schamotte-, Steinzeugröhren- und Tonwarenfabrik in Wien-Floridsdorf.

## Geschichte
Das Unternehmen wurde im Jahre 1870 von Carl Otto Lederer und seinem Schwager Hans Nessényi in Floridsdorf bei Wien gegründet und produzierte bis zur Auflösung nach dem gewaltsamen Anschluss Österreichs durch die Nationalsozialisten am 12. März 1938; 1938 gab es noch eine Zweigniederlassung im Bezirk Krems. Die Firma wurde durch den Nationalsozialisten Othmar Graf Aichelburg übernommen, ging 1946 in Konkurs und wurde noch einige Jahre von Vladimir Slechta weitergeführt, bis sie – auch wegen der Umweltprobleme bei rasant steigender Bevölkerung in Floridsdorf geschlossen wurde.
Zu der Zeit kamen vor allem Steinzeugwaren aus Deutschland und England nach Österreich-Ungarn. Die Anfänge des Unternehmens war bescheiden: Ein kleiner Grundkomplex mit einem stockhohen Gebäude und einem Schupfen bildete das ursprüngliche Areal des Etablissements und ein Locomobile mit 6 PS die anfängliche Betriebskraft. Ein einziger Brennofen, der zur probeweisen Erzeugung der Waren aufgestellt war, vervollständigte den damaligen Fundus instructus.
Die Herstellung der Waren stieß bei der provisorischen Einrichtung auf mannigfache Schwierigkeiten, teils wegen der geringen Schulung des Arbeiterpersonals, teils wegen der Verschiedenheit der zur Verarbeitung gelangenden Rohmaterialien.
Noch weit größer war die Schwierigkeit bezüglich des Absatzes der Fabrikate an die damaligen Bauinteressenten, Konsumenten u. a., die mit geringem Vertrauen diese neuen Artikel betrachteten und manchmal gänzlich ablehnten.
Nach sukzessiver Verbesserung und weiterem Bekanntwerden der Produkte, die hauptsächlich in Steinzeugröhren und feuerfesten Chamotteziegelmaterialien bestanden, fanden dieselben einigermaßen Eingang in die Bau- und Industriekreise, die früheren Gegner kamen mit der Zeit zur Erkenntnis der praktischen Vorzüge der Steinzeugröhren gegenüber den bis dahin verwendeten Fabrikaten anderer Materialien für die verschiedenen Bau und Industriegewerke.
Im Jahre 1876 starb Hans Nessényi, das Unternehmen wurde jedoch von dem derzeitigen Besitzer und Mitbegründer Carl Otto Lederer unter der früheren Firma weitergeführt und den damaligen Bedürfnissen entsprechend erweitert.
Durch unablässige Anstrengungen vergrößerte sich der Kundenkreis. Die Nachfrage nach den Artikeln wurde immer größer, weshalb auch die ersten Einrichtungen nicht mehr den Anforderungen genügten.
Mit dem Wachstum des Unternehmens wurde die motorische Kraft immer mehr vermehrt, Bauten wurden ausgeführt und das Personal entsprechend vergrößert. Um sich von den Tonherstellern und Grubenbesitzern zu befreien, kaufte das Unternehmen selber einige Tongruben, bis es endlich gelang, in verschiedenen Provinzen der Monarchie brauchbare Rohmaterialien herzustellen.
Um 1900 verfügte die Firma über mehrere große Grubenbetriebe, teils mit offenem Tagbau, teils bergmännisch betrieben, und beschäftigte Steiger, Bergleute, Taglöhner u. a., die durch eigene Verwalter geleitet waren.
In Floridsdorf, wo die Fabriken bestanden, fanden die aus den Gruben gelieferten Rohmaterialien ihre Verarbeitung. Die motorische Kraft lieferten zwei Dampfmaschinen mit drei Dampfkesseln. Das Fabriksareal wurde ständig vergrößert und umfasste eine von drei Straßen begrenzte Fläche. Darauf befanden sich vier Beamtenhäuser, eine Kantine, sowie die nötigen Fabriksobjekte.
In Wien befand sich die Zentrale des Unternehmens, wie die kommerziellen und technischen Büros, welche die diversen Aufträge von Wasserleitungs- und Kanalisationsarbeiten, sowie Pflasterungen, Badeeinrichtungen und Herstellung von Wandverkleidungen entgegennahm.
Otto Lederer als Inhaber erhielt den k.u.k. Hoflieferantentitel, das Unternehmen wurde mit dem Zusatz "k.k. privilegirt" ausgezeichnet und erhielt die Berechtigung, den kaiserlichen Adler im Schilde zu führen. Bei großen Ausstellungen erhielt sie ehrende Auszeichnungen durch Verleihung von Ehrendiplomen und ersten Medaillen und wurde ihr im Jahre 1874 vom Niederösterreichischen Gewerbeverein für erfolgreiche Einführung fabriksmäßig erzeugter Steinzeugprodukte in Niederösterreich die silberne Vereinsmedaille zuerkannt.

Inserat von Lederer & Nessényi (um 1900)

Um die vorige Jahrhundertwende war das Unternehmen in Baukreisen, als auch bei der Industrie und Landwirtschaft, bei Zivil- und k.k. Militärbaubehörden und Korporationen wegen seiner Erzeugnisse und der hohen Qualität seiner Arbeit bekannt und geschätzt. Die Erzeugnisse für Bauzwecke und chemisch technischer Betriebe sowie das Material wurden gut geschätzt und verwendet. Als hervorragendes Spezialfach stach das Unternehmen durch ihr technisches Büro durch die Planung und Durchführung von Wasserleitungen und Kanalisationen aus Steinzeugröhren in allen Größen und hatte sie sich durch die von ihr bereits ausgeführten großen und zahlreichen Arbeiten eine dominierende Stelle erworben. Die Zentrale in Wien hatte zusätzlich ein eigenes Büro für Pflasterungen, Wandverkleidungen, Badeeinrichtungen mit Fließenverkleidungen und beschäftigte dabei ein entsprechendes Personal an Arbeitern, Monteuren und technischen Beamten.
Es beschäftigte im Jahre 1898 circa 22 Beamte, 250 Arbeiter diverser Kategorien, 10 Bergleute und weiteres Personal. Die Arbeiterschaft, welche in Floridsdorf und Umgebung lebte, rekrutierte sich zumeist aus Niederösterreich und Böhmen. An Wohlfahrtseinrichtungen bestand eine vom Chef jährlich dotierte Unterstützungskassa, welche in notwendigen Fällen zur Aushilfe von den durch Krankheit oder Unglück bedürftig Gewordenen in Anspruch genommen werden konnte.
Die Tonfabrikgasse in Strebersdorf wurde 1985 zu Ehren von Lederer & Nessényi benannt.